# Balloërveld (natuurgebied)
Het natuurgebied het Balloërveld, ook Ballooërveld, is een 367 hectare metend heideveld in de gemeente Aa en Hunze, in de Nederlandse provincie Drenthe. Het heideveld is gelegen tussen Gasteren, Rolde en Loon. Aan de noordzijde ligt de gelijknamige buurtschap Balloërveld.
Het heideveld ligt op een hooggelegen plateau tussen de dalen van het Looner Diep en het Rolderdiep. Bijzonder is dat de heide als onderdeel van het Nationaal Beek- en Esdorpenlandschap Drentse Aa samen met de omringende beekdalen als reservaat kan worden beheerd. De overwegende heide- en vergraste heidebegroeiing wordt spaarzaam afgewisseld met veenmeertjes, wat plukjes dennenbos en kleine zandverstuivingen her en der. De Herders van Balloo beweiden in opdracht van Staatsbosbeheer het Balloërveld. Het veld wordt doorkruist met een netwerk van zandwegen en karrensporen die deels nog dateren van voor de middeleeuwen.
Archeologisch onderzoek heeft er grafheuvels, een urnenveld en resten van akkerbouw uit de ijzertijd, alsmede vondsten die duiden op steentijdbewoning aan het licht gebracht.
In 1944 werd de Frieslandriegel (of Assener Stellungen) aangelegd door de Duitse bezetter over het noordwestelijke deel van het Balloërveld als verdedigingslinie (tussen de IJssel bij Zwolle en de Eems bij Delfzijl; in Oost-Friesland voortgezet als de Friesenwall tot aan Denemarken) tegen geallieerde aanvallen vanuit het westen. De Frieslandriegel is nog over lange stukken te volgen.
In de 20e eeuw is het terrein geruime tijd door het Ministerie van Defensie beheerd en gebruikt voor legeroefeningen. Enkele loopgraven herinneren nog aan die periode.
Het natuurgebied Balloërveld valt onder het Drentsche Aa-gebied, een Natura 2000-gebied.

## Galerij

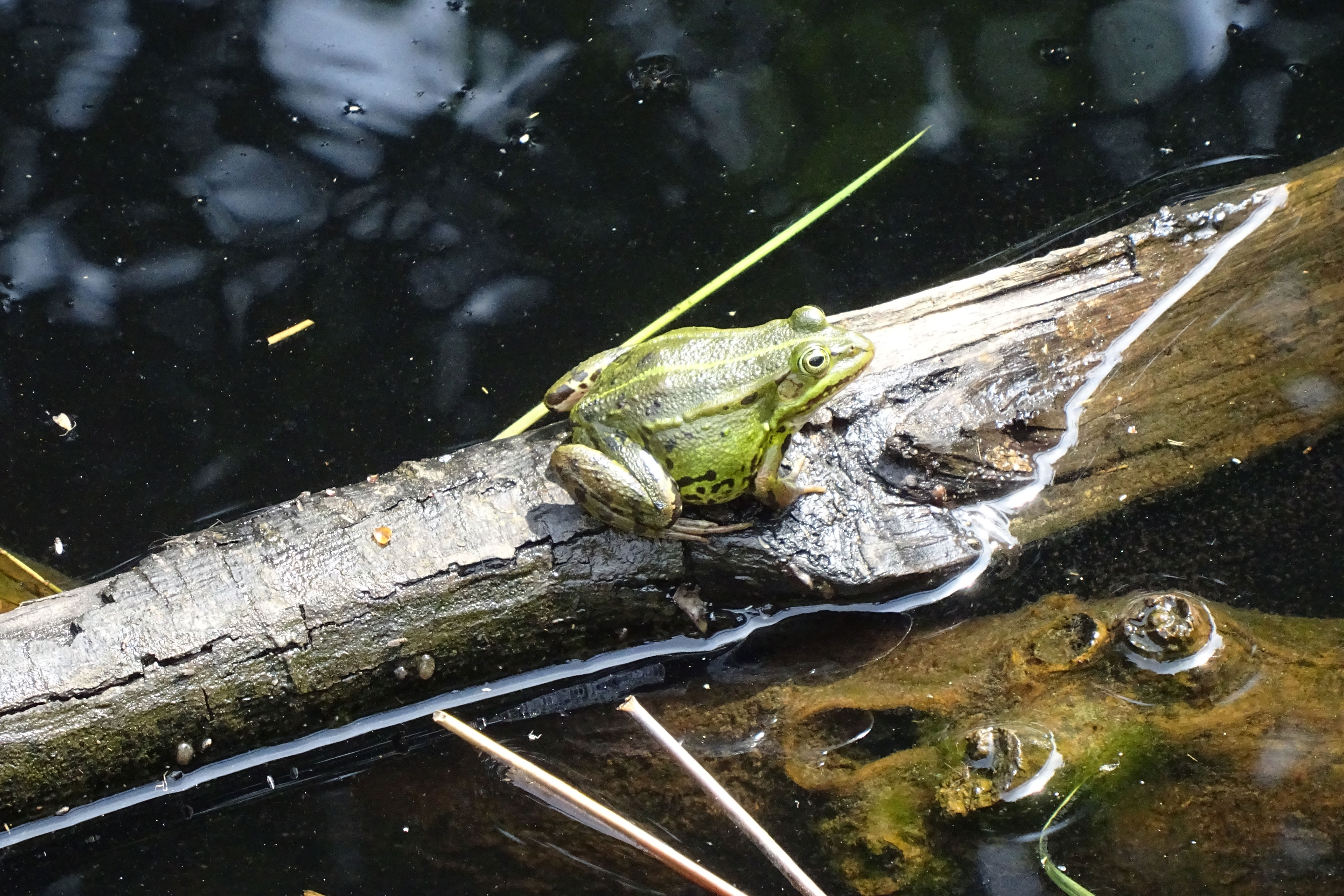
Groene kikker in een poel op het Balloërveld
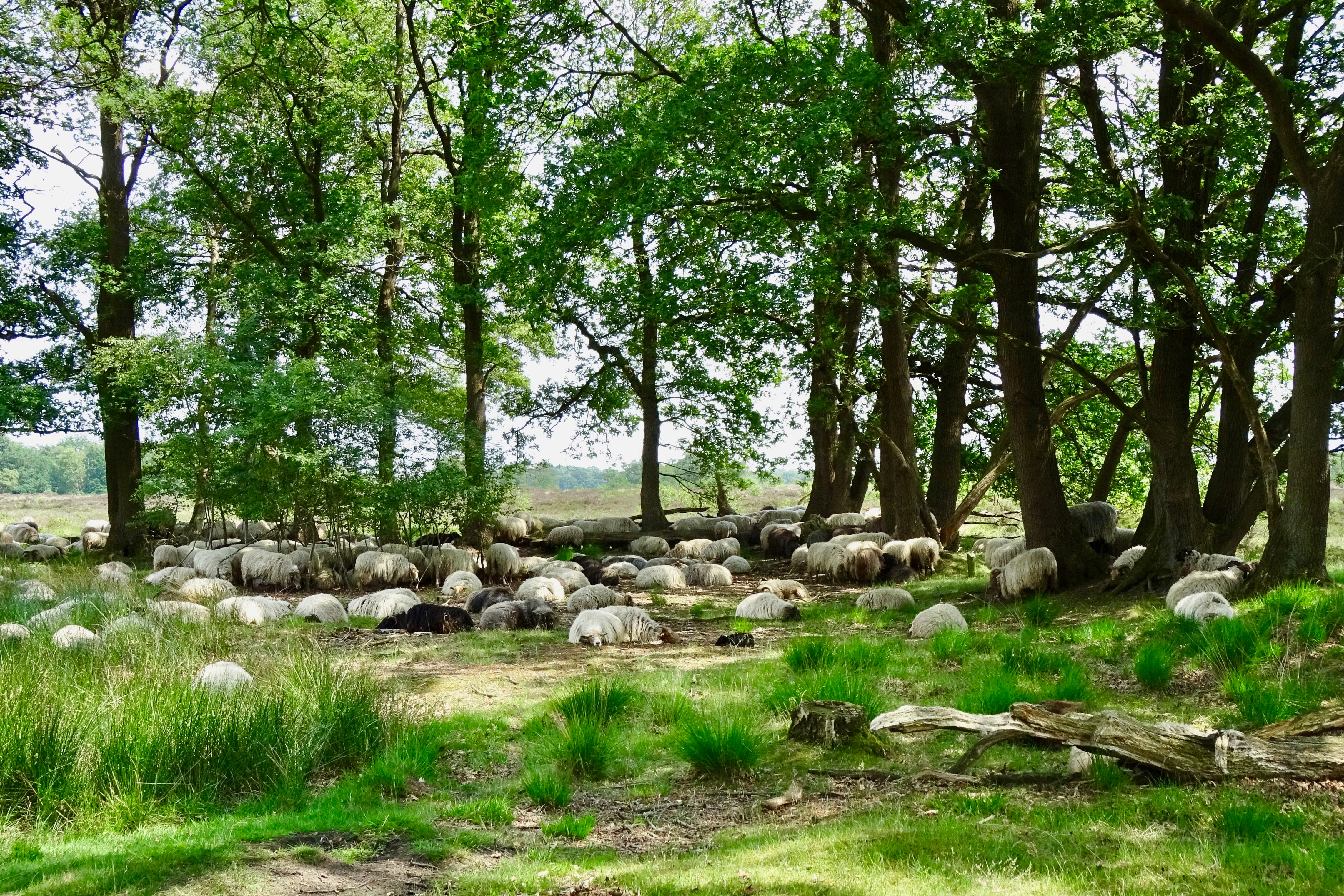
Schaapskudde op het Balloërveld
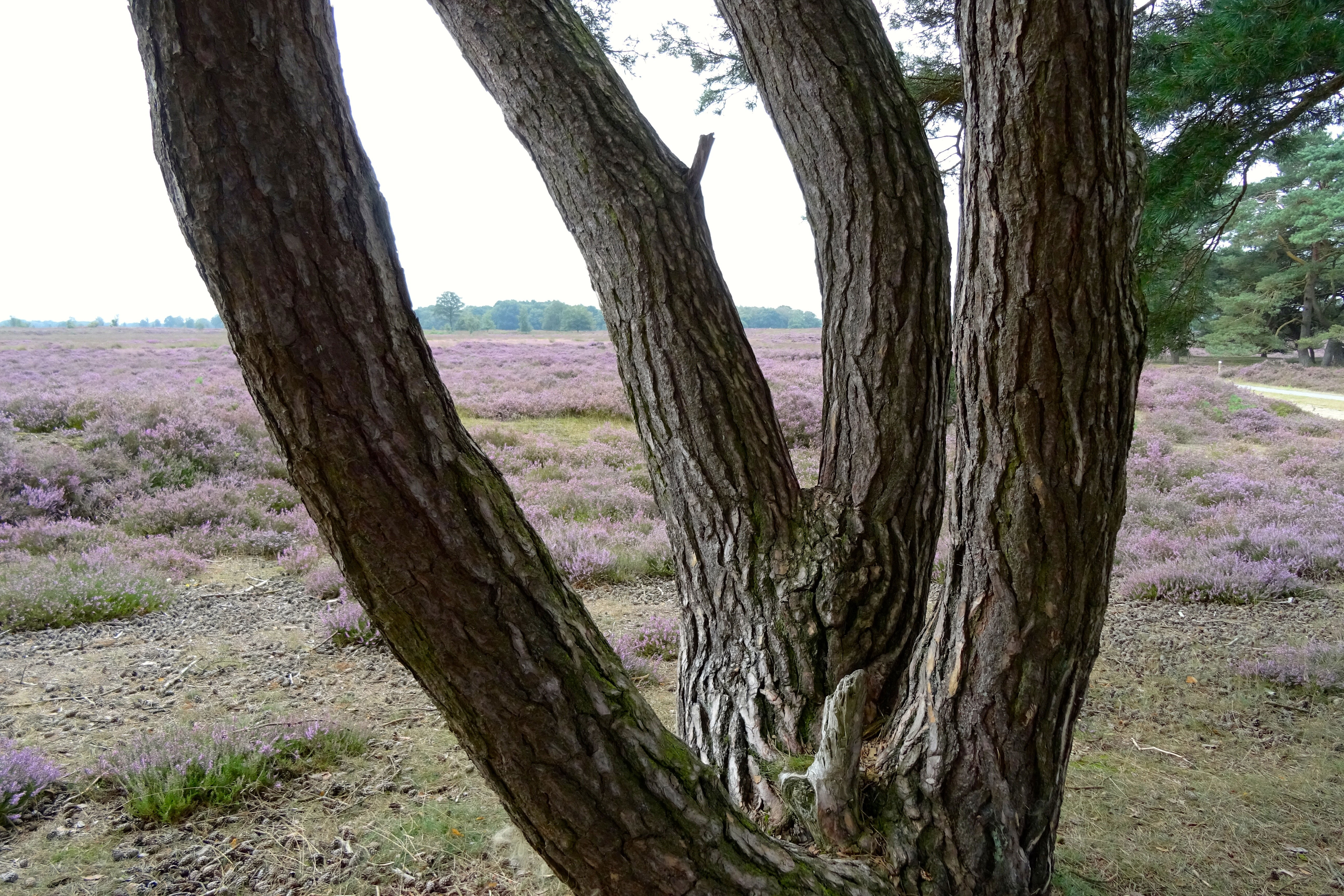
Balloërveld met bloeiende heide

Panorama van het Balloërveld, Drenthe, Nederland

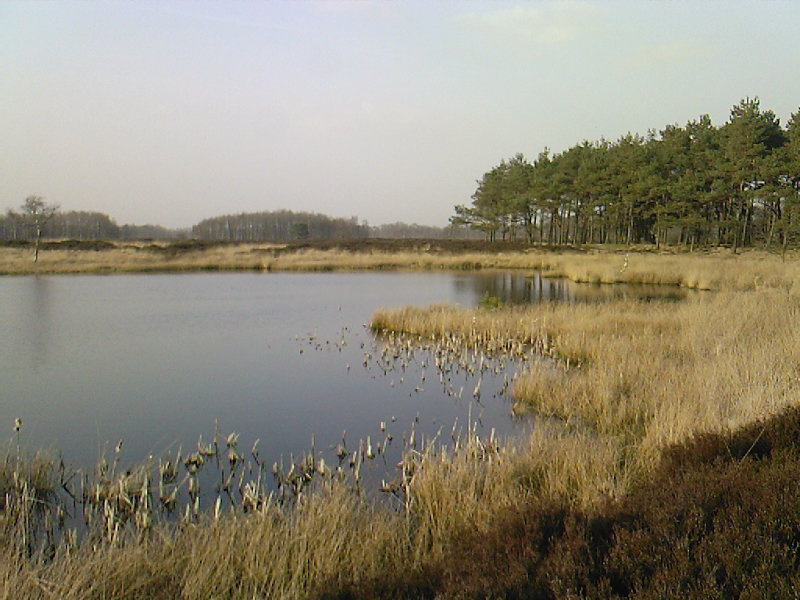
Ven op het Balloërveld
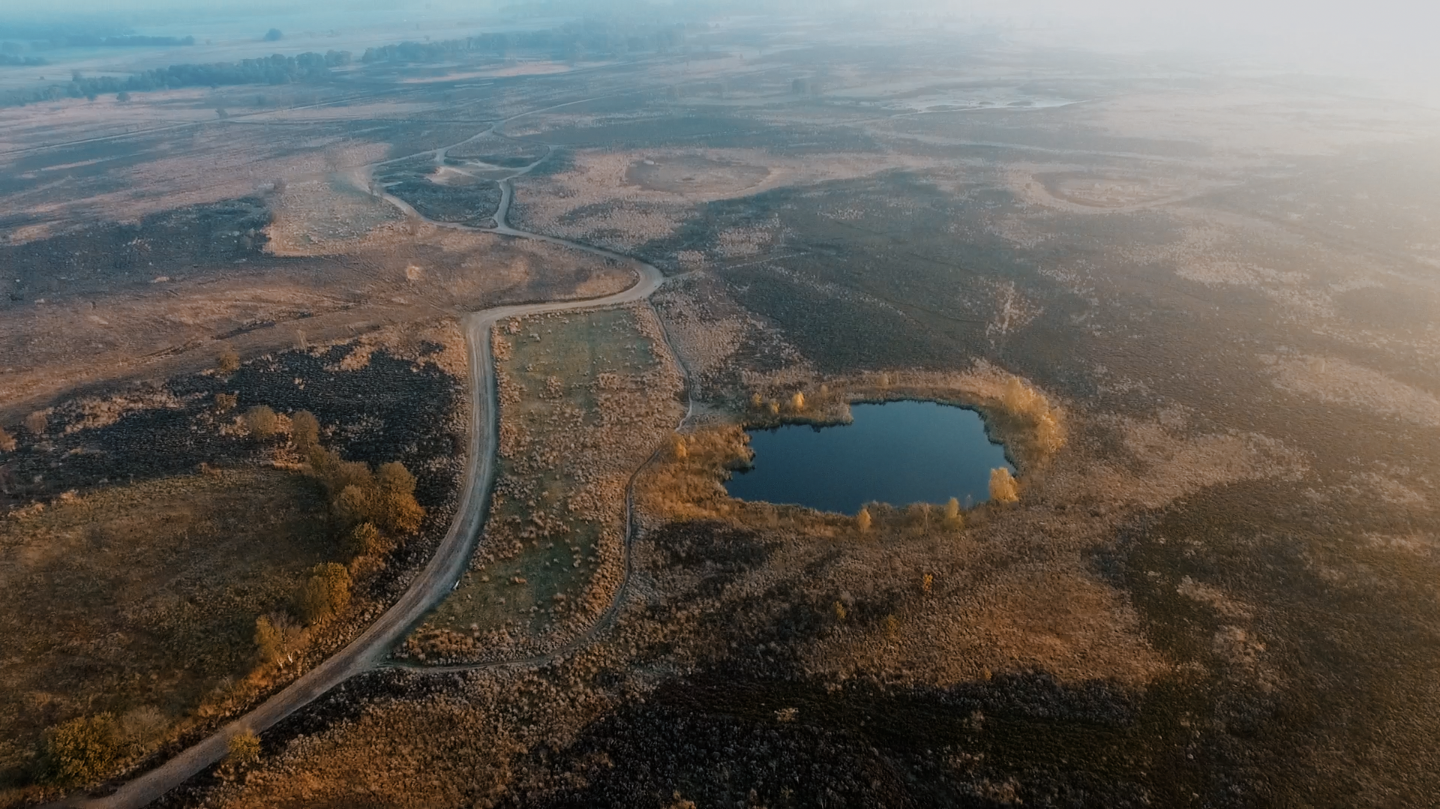

## Topografie
Drenthe: Steden en dorpen      Nederland: Provincies · Gemeenten